# Kabinett Broglie II

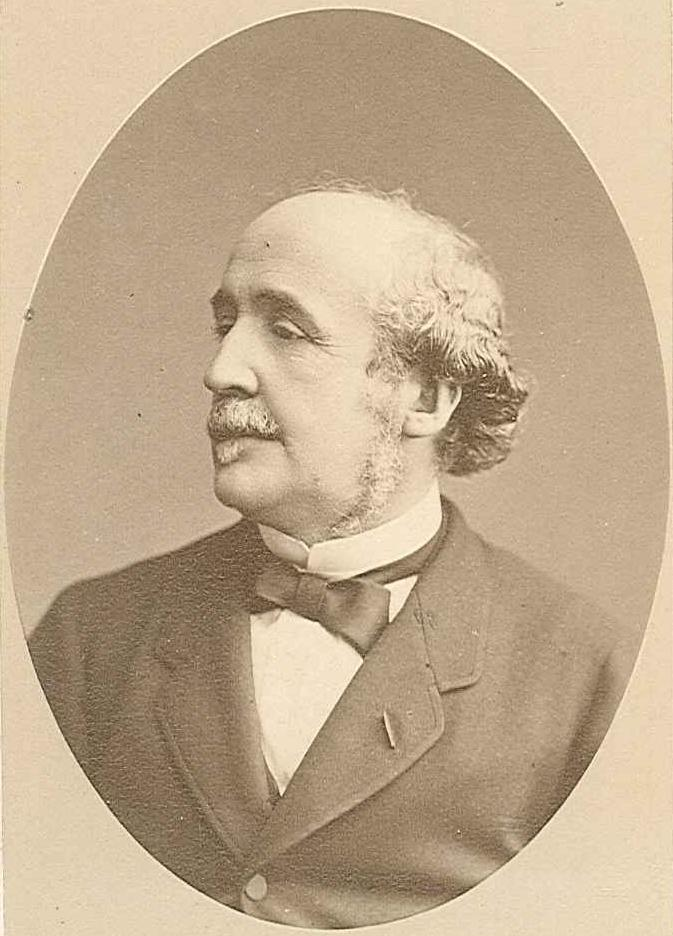
Albert de Broglie war zwischen 1873 und 1874 sowie 1877 Premierminister Frankreichs

Das zweite Kabinett Broglie war eine Regierung der Dritten Französischen Republik. Es wurde am 26. November 1873 von Premierminister Albert de Broglie gebildet und löste das Kabinett Broglie I ab. Es blieb bis zum 22. Mai 1874 im Amt und wurde daraufhin vom Kabinett Courtot de Cissey abgelöst. Broglie war formell Vice-Président du Conseil, während Staatspräsident Patrice de Mac-Mahon Président du Conseil war.
Im Kabinett waren nur royalistische Gruppen vertreten: Orléanisten (Orl), Legitimisten (Leg) und Bonapartisten (Bon).

## Kabinett
Dem Kabinett gehörten folgende Minister an:
| Amt                                                              | Name                                  | Gruppe | Beginn der Amtszeit | Ende der Amtszeit |
| ---------------------------------------------------------------- | ------------------------------------- | ------ | ------------------- | ----------------- |
| Premierminister                                                  | Albert de Broglie                     | Orl    | 26. November 1873   | 22. Mai 1874      |
| Außenminister                                                    | Louis Decazes                         | Orl    | 26. November 1873   | 22. Mai 1874      |
| Kriegsminister                                                   | François Charles du Barail            | Bon    | 26. November 1873   | 22. Mai 1874      |
| Minister für öffentlichen Unterricht, schöne Künste und Religion | Oscar Bardi de Fourtou                | Bon    | 26. November 1873   | 22. Mai 1874      |
| Innenminister                                                    | Albert de Broglie                     | Orl    | 26. November 1873   | 22. Mai 1874      |
| Siegelbewahrer und Justizminister                                | Octave Depeyre                        | Leg    | 26. November 1873   | 22. Mai 1874      |
| Minister für Marine und Kolonien                                 | Charles de Dompierre d’Hornoy         | Leg    | 26. November 1873   | 22. Mai 1874      |
| Finanzminister                                                   | Pierre Magne                          | Bon    | 26. November 1873   | 22. Mai 1874      |
| Minister für öffentliche Arbeiten                                | Charles-Paulin-Roger Saubert de Larcy | Leg    | 26. November 1873   | 22. Mai 1874      |
| Minister für Landwirtschaft und Handel                           | Alfred Deseilligny                    | Orl    | 26. November 1873   | 22. Mai 1874      |

Dem Kabinett gehörten folgende Sous-secrétaires d’État an:
| Amt                 | Name                | Gruppe | Beginn der Amtszeit | Ende der Amtszeit |
| ------------------- | ------------------- | ------ | ------------------- | ----------------- |
| Innenministerium    | Louis-Numa Baragnon | Leg    | 26. November 1873   | 16. Mai 1874      |
| Finanzministerium   | Léon Lefébure       | Orl    | 27. November 1873   | 16. Mai 1874      |
| Justizministerium   | Ambroise Vente      | Orl    | 27. November 1873   | 16. Mai 1874      |
| Bildungsministerium | Albert Desjardins   | Orl    | 27. November 1873   | 16. Mai 1874      |

## Historische Einordnung
Die Regierung setzte die Politik der Moralischen Ordnung (l’ordre moral) fort, die von der ersten Regierung Albert de Broglies begonnen worden war. Sie ließ ein Bürgermeistergesetz verabschieden, um den kommunalen Republikanismus zu bekämpfen. Das Gesetz vom 20. Januar 1874 erklärte: „Bis zur Abstimmung über das kommunale Organisationsgesetz werden die Bürgermeister und Beigeordneten in den Hauptstädten der Departements, Arrondissements und Kantone vom Präsidenten der Republik ernannt; in den übrigen Gemeinden vom Präfekten.“ Diese Maßnahme wurde auf dem Land schlecht aufgenommen.
Darüber hinaus ließ Finanzminister Magne eine Erhöhung der direkten Steuern beschließen. Das Gesetz vom 19. Mai verbot die Beschäftigung von Kindern unter zwölf Jahren (Artikel 2). Ältere Kinder durften nicht länger als zwölf Stunden in der Werkstatt anwesend sein (Artikel 3); Nachtarbeit wurde für minderjährige Mädchen und für Jungen unter 16 Jahren verboten (Artikel 4).
Der zweite Vertrag von Saigon wurde am 15. März 1874 von Tự Đức, dem Kaiser von Vietnam, und Frankreich, vertreten von Paul-Louis-Félix Philastre, abgeschlossen. Vietnam erkannte darin die französische Souveränität über die westlichen Provinzen des französischen Cochinchina an, die seit 1867 von Admiral de La Grandière besetzt waren und öffnete sich dem französischen Handel.
Unnachgiebige Monarchisten hielten Broglie und die Orleanisten für das Scheitern der Restauration verantwortlich. Die Regierung hatte mehrere legitimistische Zeitungen verboten, da sie die Machthaber kritisierten. Daher verbündeten sich die Legitimisten mit den Republikanern und Bonapartisten und lehnten den Gesetzentwurf über die Einrichtung einer zweiten Kammer mit 388 zu 317 Stimmen ab.